# Mladen Ivanković Lijanović
Mladen Ivanković Lijanović (Tomislavgrad, 22. kolovoza 1960.) je političar i gospodarstvenik u Bosni i Hercegovini. Utemeljitelj je i predsjednik Narodne stranke Radom za boljitak. 
Rođen je 22. kolovoza 1960. u Tomislavgradu. Po zanimanju je inženjer strojarstva. Njegova obitelj je osnivač nekad najveće mesne industrije "Lijanovići." Bivši je ministar Federacije BiH (2001. – 2003.) i zastupnik u Zastupničkom domu Parlamentarne skupštine BiH (2010. – 2014).

## Optužbe za organizirani kriminal
Godine 2014., zajedno s trojicom braće biva uhićen uoči početka izborne kampanje i osumnjičen za kaznena djela organiziranog kriminala iz članka 250. stavak 3. Kaznenog zakona BiH, a u svezi s kaznenim djelom neplaćanje poreza iz članka 211., porezna utaja ili prijevara iz članka 210. i pranje novca iz članka 209. KZ BiH. Sud BiH mu ne određuje pritvor, te biva pušten dan nakon uhićenja. 15 dana nakon održanih izbora, svi osumnjičeni u ovom predmetu bivaju pušteni na slobodu. U 2015. godini Tužiteljstvo BiH donosi odluku o povlačenju optužnice protiv Mladena Ivankovića-Lijanovića. Nakon više od 5 godina sudskog procesa, svi osumnjičeni u ovom predmetu bivaju oslobođeni svih optužbi.

## Vanjske poveznice
- Službena stranica Narodne stranke Radom za boljitak